# Cmentarz żydowski w Mosinie
Cmentarz żydowski w Mosinie – kirkut mieścił się przy stacji kolejowej Mosina Pożegowo. Powstał w końcu XIX wieku. W czasie II wojny światowej hitlerowcy zdewastowali kirkut. Zachowały się resztki murowanego ogrodzenia cmentarnego. Cmentarz miał powierzchnię 0,9 ha. Po 1945 w miejscu kirkutu utworzono plac zabaw. Obecnie na dawnym kirkucie stoi "Kamień pamięci" upamiętniający Żydów mosińskich.